# Children of the Universe
«Children of the Universe» (укр. «Діти всесвіту») — пісня британської співачки Моллі, з якою вона представляла Велику Британію на пісенному конкурсі Євробачення 2014 у Копенгагені, Данія. У фіналі конкурсу пісня набрала 40 балів і посіла 17 місце.